# Загладин, Никита Вадимович
Ники́та Вади́мович Загла́дин (5 декабря 1951, Москва — 24 июня 2016, там же) — советский и российский политолог, автор учебников. Доктор исторических наук, профессор, действительный член Международной академии информатизации.

## Биография
Отец, Вадим Загладин (1927—2006) — член ЦК КПСС, заместитель заведующего международным отделом ЦК, доктор философских наук. Мать — Светлана Михайловна, урождённая Козлова (1929—1995) — сотрудник ИМЭМО, доктор экономических наук, профессор.
Окончил факультет международных отношений МГИМО (1975) и аспирантуру этого же института по кафедре истории международных отношений (1978). В 1978 году защитил кандидатскую, а в 1986 году — докторскую диссертацию. В 1997 году обучался в Федеральной академии государственного управления МВД Германии.
В 1978—1992 годах сотрудник АОН при ЦК КПСС. В 1992 году преподавал в Йельском университете. В 1992—2001 годах — заведующий кафедрой внешнеполитической деятельности России РАГС при Президенте РФ.
С 2001 года работал в ИМЭМО: заведующий отделом внутриполитических процессов, заведующий центром сравнительных социально-экономических и социально-политических исследований.
Жена Майя, дети Илья и Анастасия.

## Работы
- Автор учебников «Всемирная история. Век XX» и «Новейшая история зарубежных стран» (М., 1999), рекомендованных Министерством образования РФ для старших классов общеобразовательной школы.
- Монография «США. Общество, власть, политика» (М., 2001) — рецензенты Г. Г. Дилигенский и Н. А. Косолапов